# Giacomo Rho
Giacomo Rho (Milão, 1593- Pequim, 1638) foi um jesuíta italiano que serviu de missionário e astrónomo na corte imperial de Pequim.
Filho de um advogado, tornou-se um jesuíta aos 20 anos. Embora mais tarde provou brilhante em matemática, até aí era um estudante medíocre.

## Biografia
Depois de ser ordenado em Roma pelo cardeal Roberto Belarmino , em 1617 , ele embarcou para as missões no Extremo Oriente , juntamente com 44 irmãos. Depois de uma curta estadia em Goa mudou-se para Macau . Aqui, ele recebeu sua preparação final para a sua missão na China pela University College of St. Paul jesuíta. Estar em Macau quando os holandeses tentaram ocupar a colónia portuguesal, em 1622 , ele ensinou os moradores o melhor uso de artilharia, ajudando a salvar a cidade. Estes serviços, em seguida, eles abriram as portas da China.
Rho rapidamente aprendeu a língua chinesa , e em 1631 o imperador Chongzhen convocou-o a Pequim para trabalhar para a reforma do Calendário chinês . Junto com o jesuíta Alemanha Johann Adam Schall von Bell dedicou-se assiduamente à tarefa até sua morte, sete anos depois, em 1638 . Muitos funcionários chineses compareceram ao seu funeral no cemitério dos Jesuítas Zhalan, em Pequim.
Rho deixou uma série de obras sobre a reforma do calendário chinês e vários assuntos astronômicos e teológicos.